# Ombres tenebroses
Ombres tenebroses (títol original en anglès, Dark Shadows) és una pel·lícula de comèdia estatunidenca de drama sobrenatural de 2012, basada en la sèrie de televisió Dark Shadows, dirigida per Tim Burton i protagonitzada per Johnny Depp, Michelle Pfeiffer, Helena Bonham Carter, Eva Green i Chloë Moretz, entre d'altres. Està doblada al català.

## Argument
El 1776, en Barnabas Collins (Johnny Depp) és un jove ben plantat i amb diners que trenca el cor d'una de les seves serventes, que és una bruixa anomenada Angelique (Eva Green). Ella decideix assassinar els seus pares i després, amb un embruix, indueix la seva promesa, Josette Dupress (Bella Heathcote) al suïcidi. En no resistir viure sense la seva estimada, en Barnabas Collins intenta llevar-se la vida llançant-se des del mateix penya-segat d'on es va llançar la seva estimada i finalment acaba per ser convertit en vampir i enterrat en vida. Quan s'obre el seu taüt el 1972, en Barnabas descobreix que la seva mansió està habitada pels seus descendents i que la matriarca és l'Elizabeth (Michelle Pfeiffer). En Barnabas, emperò, té un deute pendent: més enllà d'adaptar-se als anys 70, ha d'aconseguir que la bruixa l'alliberi del seu embruix i l'amor de la Victoria Winters (Bella Heathcote), la nova institutriu d'en David que, paradoxalment, és molt semblant a la seva estimada Josette (també Bella Heathcote).

## Producció
Ombres tenebroses està dirigida per Tim Burton, amb guió signat per Seth Grahame-Smith. El juliol del 2007, la productora Warner Bros. adquirí els drets de la telenovel·la gòtica Dark Shadows a partir del patrimoni del seu creador, Dan Curtis. L'actor Johnny Depp protagonitza la pel·lícula. El desenvolupament del projecte fou retardat a causa de la vaga de guionistes a Hollywood el 2007-2008. Després de resoldre el conflicte, la direcció del llargmetratge quedà adjudicada a Tim Burton. El guionista John August començà a redactar-ne el guió el 2009. El 2010 John August fou substituït per l'autor i guionista Seth Grahame-Smith, que quedà finalment a càrrec de la redacció del guió. Això no obstant, August rebé, juntament amb Smith, reconeixement per les seves contribucions al llargmetratge. El rodatge començà al maig del 2011 finalment. La filmació es dugué a terme a Anglaterra, als Pinewood Studios i a diverses localitzacions.
Alguns dels col·laboradors habituals de Tim Burton com Rick Heinrichs, encarregat del disseny de producció, el dissenyador de vestuari Colleen Atwood, l'editor Chris Lebenzon o el compositor Danny Elfman s'hi sumaren al projecte. El director de fotografia francès Bruno Delbonnel, conegut pels seus treballs d'Amélie, Llarg diumenge de festeig, o Harry Potter i el misteri del Príncep, fou contractat també per a la pel·lícula.

## Repartiment
- Johnny Depp
- Michelle Pfeiffer
- Eva Green
- Helena Bonham Carter
- Thomas McDonell
- Chloë Grace Moretz
- Bella Heathcote
- Jonny Lee Miller
- Hannah Murray
- Jackie Earle Haley
- Gulliver McGrath
- Ray Shirley
- Ivan Kaye
- Susanna Cappellaro
- Christopher Lee
- Alice Cooper